# Sydney Tamiia Poitier
Sydney Tamiia Poitier (Los Ángeles, 15 de noviembre de 1973) es una actriz de cine y televisión estadounidense. 

## Biografía
Nacida en Los Ángeles el 15 de noviembre de 1973, Poitier es hija del fallecido actor bahameño-estadounidense Sidney Poitier y de la actriz canadiense Joanna Shimkus. Su madre es de ascendencia judía lituana y católica irlandesa. Tiene una hermana mayor, Anika. Y cuatro medias hermanas mayores, Beverly, Pamela, Sherri y Gina, del primer matrimonio de su padre.
Poitier asistió a la Escuela de Artes Tisch de la Universidad de Nueva York, donde obtuvo una licenciatura en actuación. También estudió en Stella Adler Studio of Acting.
Poitier y su marido, el músico Dorian Heartsong, tienen una hija nacida en 2015.

## Trayectoria
Poitier comenzó su carrera de actriz a finales de los años 1990. En 2001, consiguió su primer papel en televisión en la serie dramática de NBC First Years. La serie fue cancelada después de tres episodios. En 2003, protagonizó la comedia de UPN Abby. Esa serie también fue cancelada durante su primera temporada. Más tarde, ese mismo año, tuvo un papel recurrente en Joan of Arcadia, donde interpretó a Rebecca Askew, el interés amoroso del hermano mayor de Joan, Kevin (Jason Ritter). También fue una habitual de la primera temporada de Veronica Mars. Sin embargo, dejó el programa después de aparecer sólo en cuatro episodios debido a recortes presupuestarios. 
En 2007 Poitier apareció en Death Proof, dirigida por Quentin Tarantino, una de las partes del proyecto Grindhouse que Tarantino presentó con Robert Rodriguez al estilo de las sesiones dobles que se podían disfrutar en las salas de cine especializadas en serie B o exploitation. En esta película interpreta a la deslenguada discjockey radiofónica Jungle Julia, uno de los personajes principales. Al año siguiente, tuvo un papel coprotagonista en la nueva serie Knight Rider,  secuela de la serie del mismo nombre de los años 80, donde interpretó a una agente del FBI llamada Carrie Riva.
En 2011, apareció como estrella invitada en dos episodios de Private Practice.
En 2014 tuvo una breve participación en la primera temporada de la serie Chicago P.D., donde  inyterpretaba a Mia Sumner, una detective asignada a la Unidad de Inteligencia por Edwin Stillwell.

## Filmografía

### Cine
| Año  | Título                                 | Papel              | Notas |
| ---- | -------------------------------------- | ------------------ | ----- |
| 1998 | Park Day                               | Sophia Johnson     |       |
| 1999 | True Crime (1999 film)                 | Jane March         |       |
| 2001 | MacArthur Park                         | Linda              |       |
| 2001 | Happy Birthday                         | Hannah             |       |
| 2004 | The Devil Cats                         | Hellena Handbasket |       |
| 2005 | Nine Lives (2005 film)                 | Vanessa            |       |
| 2006 | Hood of Horror                         | Wanda              |       |
| 2007 | Death Proof                            | Jungle Julia       |       |
| 2007 | The List (2007 film)                   | Cecile             |       |
| 2008 | Blues                                  | Dee                |       |
| 2008 | Knight Rider                           | Carrie Rivai       |       |
| 2010 | Yard Sale                              | Kate Butler        | Short |
| 2010 | Page 36                                | Miss Gray          | Short |
| 2011 | Big Tweet                              | Big Tweet's Girl   | Short |
| 2012 | The Shooting Star Salesman             | Zoey               | Short |
| 2013 | The Mouseketeer                        | Dina Gerger        | Short |
| 2014 | Flawed                                 | Jana Conley        | Short |
| 2015 | Too Late                               | Veronica           |       |
| 2015 | Night of the Living Dead: Darkest Dawn | Tami (voice)       |       |
| 2017 | Clinical                               | Clara              |       |

### Televisión
| Año       | Título                       | Papeñ                 | Notas |
| --------- | ---------------------------- | --------------------- | --- |
| 1998      | Free of Eden                 | Nicole Turner         | TV film |
| 1999      | Noah's Ark (miniserie)       | Ruth                  | TV miniseries |
| 2001      | First Years                  | Riley Kessler         | Main role |
| 2003      | The Twilight Zone            | Dr. Leslie Coburn     | "The Placebo Effect"                                                                                                   |
| 2003      | Abby                         | Abigail 'Abby' Walker | Main role |
| 2003–04   | Joan of Arcadia              | Rebecca Askew         | Recurring role (season 1)                                                                                              |
| 2004      | Veronica Mars                | Mallory Dent          | "Credit Where Credit's Due", "You Think You Know Somebody", "Return of the Kane", "The Girl Next Door (Veronica Mars)" |
| 2006      | Grey's Anatomy               | Deborah Fleiss        | "17 Seconds" |
| 2008–09   | Knight Rider (2008 TV serie) | Carrie Rivai          | Main role |
| 2011      | Supah Ninjas                 | Katherine / Katara    | "Katara" |
| 2011      | Private Practice (TV serie)  | Michelle              | "Love and Lies", "Step One"                                                                                            |
| 2012      | Hawaii Five-0                | Grace Tilwell         | "I Ka Wa Mamua" |
| 2012      | Kendra                       | Leslie                | Web series |
| 2014      | Chicago P.D.                 | Det. Mia Sumners      | Recurring role (season 1)                                                                                              |
| 2018      | Homecoming                   | Lydia Belfast         | 4 episodes Credited as Sydney Poitier-Heartsong.                                                                       |
| 2018-2019 | Carter                       | Det. Sam Shaw         | Main role |